# Jenynsia tucumana
Jenynsia tucumana és una espècie de peix pertanyent a la família dels anablèpids.

## Hàbitat
És un peix d'aigua dolça, bentopelàgic i de clima tropical.

## Distribució geogràfica
Es troba a Sud-amèrica: conca superior del riu Sali (l'Argentina).

## Observacions
És inofensiu per als humans.